# Narodowy Park Morski Archipiélago de San Lorenzo
Narodowy Park Morski Archipiélago de San Lorenzo (hiszp. Parque nacional marino Archipiélago de San Lorenzo) – park narodowy w północno-zachodnim Meksyku, w stanie Kalifornia Dolna. Został utworzony 25 kwietnia 2005 roku i zajmuje obszar 584,43 km². Od 2005 roku obszar ten wraz z 244 wyspami i wodami przybrzeżnymi Zatoki Kalifornijskiej jest wpisany na listę światowego dziedzictwa UNESCO pod nazwą „Wyspy i obszary chronione Zatoki Kalifornijskiej”. W 2021 roku park został zakwalifikowany przez BirdLife International jako ostoja ptaków IBA. Od 2006 roku jego część (wyspa Rasa i jej wody przybrzeżne) jest wpisana na listę konwencji ramsarskiej.

## Opis
Park obejmuje wody przybrzeżne otaczające Archipiélago de San Lorenzo (główne wyspy archipelagu to Salsitrabajos, Rasa, Las Animas, Partida i San Lorenzo) w Zatoce Kalifornijskiej. Same wyspy pustynne i niezamieszkane są częścią rezerwatu przyrody „Obszar ochrony flory i fauny wysp Zatoki Kalifornijskiej”. Zarządza nim, tak jak i parkiem, Narodowa Komisja Obszarów Chronionych Przyrody (CONANP). Wody parku są bogate w fitoplankton, w szczególności w makroglony (328 gatunków). Występują tu też rafy koralowe.
Klimat suchy. Średnie roczne temperatury w parku wynoszą od +21 °C do +23 °C.

## Fauna
W parku występuje około 295 gatunków ryb. Są to narażone na wyginięcie (VU) Dasyatis brevis, totoaba i Myliobatis longirostris, a także m.in.: rocha kalifornijska, orleń kalifornijski, Gymnura marmorata, raszpla kalifornijska, Triakis semifasciata, Mustelus californicus, Mustelus henlei, Chromis limbaughi, Holacanthus passer, Opistognathus rosenblatti i Pomacanthus zonipectus.
Żyje tu pięć gatunków żółwi morskich. Są to krytycznie zagrożony wyginięciem (CR) żółw szylkretowy i narażone na wyginięcie (VU) żółw skórzasty, karetta, żółw oliwkowy i żółw jadalny. 
Archipelag jest obszarem lęgowym kilku gatunków ptaków morskich tworzących duże kolonie. Na wyspach San Lorenzo, Las Animas i Salsitrabajos gniazdują pelikan brunatny, kormoran modrogardły i rybołów. Na wyspie Partida istnieją kolonie narażonego na wyginięcie (VU) morzyka kalifornijskiego, a także mewy meksykańskiej, nawałnika malutkiego i nawałnika czarnego (pół miliona osobników dwóch ostatnich gatunków). Wyspa Rasa (wpisana na listę konwencji ramsarskiej) to główne miejsce lęgowe mewy śniadej (300 000 osobników co stanowi 90–95 procent światowej populacji) i rybitwy kalifornijskiej (42 000 osobników), a także mewy meksykańskiej i rybitwy królewskiej.
Inne ptaki występujące w parku to m.in.: głuptak niebieskonogi, głuptak białobrzuchy, czapla rdzawoszyja i  czapla modra.
Z ssaków morskich żyją tu zagrożony wyginięciem (EN) płetwal błękitny, narażone na wyginięcie (VU) płetwal zwyczajny i kaszalot spermacetowy, a także m.in.: uszanka kalifornijska, długopłetwiec oceaniczny, płetwal karłowaty, pływacz szary, delfin zwyczajny, butlonos zwyczajny, kogia płaskonosa, orka oceaniczna, grindwal krótkopłetwy, szablogrzbiet waleniożerny i risso szary.